# 胡银全
胡银全（？—），男，中华人民共和国外交官，曾任中华人民共和国驻登巴萨总领事。

## 生平
胡银全曾任外交部财务司参赞和副司长。2014年7月，出任中华人民共和国驻登巴萨总领事。2017年12月，自主登巴萨总领事离任。2018年，任外交部财务司司长。2024年4月，卸任外交部财务司司长。